# Sylvie Bertin
Sylvie Bertin (Monflanquin, 31 marzo 1966) è una modella francese, vincitrice del titolo di Miss Francia 1988.
È stata eletta quarantunesima Miss Francia, dopo essere stata incoronata Miss Rodano-Alpi 1987. Ciò nonostante la Bertin rifiutò di partecipare a Miss Universo, a cui quindi ebbe accesso la seconda classificata al concorso Claudia Frittolini.